# デズデモーナ (衛星)
デズデモーナまたはデスデモーナまたはデスデモナ (Uranus X Desdemona) は、天王星の第10衛星である。
天王星の衛星のうち内側から5番目を公転している。
デズデモーナは、1986年1月13日にボイジャー2号が撮影した画像の中から、ボイジャーの画像解析チームによって発見された。発見は同年1月16日に国際天文学連合のサーキュラーで公表され、S/1986 U 6 という仮符号が与えられた。その後1988年6月8日に、ウィリアム・シェイクスピアの戯曲『オセロー』に登場するオセロの妻デズデモーナに因んで命名された。また、Uranus X という確定番号が与えられた。
ボイジャー2号が撮影した画像の中では、デズデモーナは長軸を天王星の方へ向けた細長い物体として写っていた。デズデモーナの長軸と短軸の比率は 0.6 ± 0.3 と非常に細長い形状をしていることが分かっている。また、表面は灰色である。測定されたアルベドは 0.08 と低く、表面はC型小惑星に見られるような、暗く変性していない炭素豊富な物質に覆われている可能性がある。
デズデモーナは、測光的特徴や軌道要素がよく似たビアンカ、クレシダ、ジュリエット、ロザリンド、ポーシャ、キューピッド、ベリンダ、ペルディータとともに、ポーシャ群を形成している。
デズデモーナを含む内側の衛星のいくつかは長期的には軌道が不安定であることが示されており、デズデモーナは今後400万〜1億年のうちにクレシダかジュリエットと衝突する可能性があることが指摘されている。